# Paradarisa heledaria
Paradarisa heledaria är en fjärilsart som beskrevs av Swinhoe 1893. Paradarisa heledaria ingår i släktet Paradarisa och familjen mätare. Inga underarter finns listade i Catalogue of Life.